# Maria I Tudor
Maria I Tudor (ur. 18 lutego 1516 w Greenwich, zm. 17 listopada 1558 w Londynie), zwana w protestanckich kręgach  Krwawą Marią (Bloody Mary) – królowa Anglii w latach 1553–1558, wcześniej księżniczka angielska, królowa Hiszpanii w latach 1556–1558, córka króla Anglii Henryka VIII Tudora i jego pierwszej żony, królowej Katarzyny Aragońskiej, wdowy po starszym bracie Henryka, Arturze Tudorze, córki Ferdynanda II Katolickiego, króla Aragonii, i Izabeli I Katolickiej, królowej Kastylii. Maria była starszą siostrą króla Edwarda VI i królowej Elżbiety I, ale każde z rodzeństwa miało inną matkę.

## Dzieciństwo
Jej ojciec Henryk VIII był drugim synem Henryka VII Tudora, który był królem Anglii w latach 1485–1509 po pokonaniu Ryszarda III w bitwie pod Bosworth. Matką Marii była Katarzyna Aragońska, najmłodsza córka Ferdynanda Aragońskiego i Izabeli Kastylijskiej, władców Hiszpanii określanych mianem "pary złączonej w potęgę". Katarzyna Aragońska w latach 1501–1502 była żoną Artura Tudora, starszego brata Henryka VIII Tudora.
Urodziła się w poniedziałek 18 lutego 1516 r. Przed jej matką zatajono fakt o śmierci Ferdynanda Aragońskiego, aby w spokoju mogła oczekiwać porodu.  Imię otrzymała po młodszej siostrze swego ojca, Marii Tudor – królowej Francji w latach 1514–1515 i księżnej Suffolk. 20 lutego 1516 r. odbył się jej chrzest, na którym zgodnie z tradycją nie pojawili się jej rodzice. Matkami chrzestnymi Marii były: Katarzyna York (siostra królowej Elżbiety York, babki Marii), Małgorzata Pole (córka Jerzego Plantageneta, kuzynka Elżbiety York) oraz Agnes Tilney, księżna Norfolk.  Jednym z jej ojców chrzestnych był kardynał Thomas Wolsey, arcybiskup Yorku i lord kanclerz, człowiek, który sprawował faktyczną władzę w Anglii. Taki wybór rodziców chrzestnych miał przypomnieć o tym, iż Maria jest dziedziczką zarówno Yorków jak i Lancasterów. Od czasu ślubu jej matki z pierwszym mężem żadna publiczna ceremonia w Anglii nie przyciągnęła tak wielu arystokratów.
Była nad wiek rozwiniętym, ale bardzo chorowitym dzieckiem, miała słaby wzrok i cierpiała na częste bóle głowy. Niektórzy uczeni dopatrują się u niej kiły wrodzonej. Henryk VIII był bardzo zapatrzony w córkę i często przechwalał się, że ta dziewczyna nigdy nie płacze (This girl never cries).
Ojciec dał Marii własny dwór w Ludlow, na pograniczu z Walią. Księżniczka otrzymała wiele prerogatyw właściwych księciu Walii, choć nigdy nie uzyskała takiego tytułu. Edukacją Marii zajmował się Hiszpan Juan Luiz Vives, który uczył Marię łaciny, greki, muzyki i fizyki. Maria nauczyła się również grać na klawesynie.
Kiedy Maria była jeszcze niemowlęciem, Henryk VIII począł rozglądać się za kandydatami do jej ręki. W 1518 księżniczka została przyrzeczona delfinowi Franciszkowi Bretońskiemu (Walezjuszowi), najstarszemu synowi króla Francji Franciszka I. Projekt tego małżeństwa upadł w 1521. Rok później pojawił się projekt ślubu Marii z Karolem V Habsburgiem, jej ciotecznym bratem, cesarzem rzymskim i królem Hiszpanii. By podpisać traktat przeciwko królowi Francji oraz zobaczyć swą przyszłą żonę, cesarz przybył do Anglii. Wkrótce jednak i ten pomysł upadł. W 1526 Maria została wysłana do Walii jako przewodnicząca Rady Walii i Marchii (Council of Wales and the Marches).
Tymczasem Henryk wciąż starał się o męskiego dziedzica, ale z biegiem czasu stawało się jasne, że królowa Katarzyna nie będzie już mogła mieć dzieci. Wtedy królowi wpadła w oko Anna Boleyn, siostra jednej z poprzednich kochanek króla, Marii Boleyn. Król zdecydował się poślubić Annę. Ponieważ rozwód z Katarzyną – ze względu na naukę katolicką o nierozerwalności małżeństwa – był niemożliwy, Henryk próbował uzyskać od papieża Klemensa VII orzeczenie o nieważności ślubu. Powoływał się na fakt, że była ona wcześniej żoną jego starszego brata Artura. Papież był jednak nieugięty, uznając, że nie ma podstaw do uznania kanonicznej nieważności związku zawartego jako sakrament. W tym rozstrzygnięciu wspierał go moralnie siostrzeniec Katarzyny, cesarz Karol V.
W 1533 Henryk poślubił w sekrecie Annę Boleyn. Niedługo potem arcybiskup Canterbury Tomasz Cranmer ogłosił unieważnienie małżeństwa Henryka z Katarzyną. Papież unieważnienia nie uznał, co doprowadziło w 1534 do zerwania z Rzymem i powstania Kościoła anglikańskiego.
Katarzyna utraciła tytuł królowej Anglii i stała się księżną wdową Walii. Maria została uznana za dziecko nieślubne, usunięta z dworu i wykluczona z sukcesji do tronu. Straciła również królewskie tytuły i stała się lady Marią.

## Młodość
Pozbawiona łask i tytułów lady Maria zmuszona została do odprawienia służby, a nawet musiała służyć jako dama dworu swojej młodszej siostry przyrodniej Elżbiety, którą Anna urodziła w 1533. W następnych latach Maria przebywała w Hatfield. Nie pozwalano jej widywać się z matką, która coraz bardziej podupadała na zdrowiu. Katarzyna Aragońska zmarła 7 stycznia 1536 r. Henryk VIII na wieść o śmierci byłej żony poczuł ulgę. 9 stycznia 1536 r. wspólnie z Anną Boleyn wystąpili publicznie ubrani na żółto.
Maria nie uczestniczyła w pogrzebie swojej matki, który odbył się 29 stycznia 1536 r. Najbliższą osobą związaną z rodziną królewską obecną na pogrzebie Katarzyny była kuzynka Marii, Franciszka Brandon.
W dniu pogrzebu Katarzyny Anna Boleyn poroniła. Po 3 latach małżeństwa, z którego pochodziła tylko Elżbieta, król, który bardzo liczył na syna, był rozczarowany. Nastąpił początek upadku królowej. Na dworze królewskim zaczęto plotkować, iż Anna Boleyn nie jest w stanie donosić żadnej ciąży. W dodatku Henryk VIII  zainteresował się dwórką Anny, Joanną Seymour. Annę ścięto 19 maja 1536 r. W tym dniu Maria przebywała z Elżbietą w Hunsdon.
Brytyjski historyk David Starkey wysunął teorię, że Maria jako osoba łagodna, pogodziła się z duchem Anny Boleyn tuż po jej śmierci i modliła się, aby Bóg wybaczył jej grzechy. Natomiast autorka biografii Marii Linda Porter przedstawia tezę, że według swoich stronników Maria na wieść o śmierci królowej triumfowała.
Stosunki Marii i Elżbiety, po śmierci matki uznanej za dziecko nieślubne, uległy poprawie. Obie córki Henryka VIII zamieszkały pod wspólnym dachem, wymieniały się podarkami i stały się sobie bardzo bliskie.
30 maja 1536 r. jej ojciec poślubił Joannę Seymour.
22 czerwca 1536 r. Maria podpisała dokument, w którym m.in. potwierdziła swoje posłuszeństwo wobec rozkazów ojca, uznała go głową kościoła w Anglii oraz zgodziła się z tym, że małżeństwo jej rodziców było kazirodcze oraz nieważne. Maria uczyniła to prawdopodobnie za strachu przed ojcem oraz w nadziei na pojednanie się z nim. Henryka VIII usatysfakcjonowała pokora Marii wyrażona w tym oświadczeniu i 6 lipca 1536 r. po raz pierwszy od 5 lat spotkał się z córką. Towarzyszyła mu Joanna Seymour.
Dla Marii zaczęły się lepsze czasy. 22 grudnia 1536 r. u boku pary królewskiej wzięła udział w pełnej przepychu bożonarodzeniowej procesji. Relacje pomiędzy Marią a jej macochą układały się bardzo dobrze. 15 października 1537 r. odbył się chrzest Edwarda (przyszłego króla Edwarda VI), długo wyczekiwanego syna Henryka VIII. Maria została matką chrzestną swojego przyrodniego brata. Joanna Seymour zmarła 9 dni później z powodu krwotoku wewnętrznego lub gorączki popołogowej. W najbliższym czasie Henryk dał Marii własny dwór oraz pozwolił jej przebywać na swoim dworze. Podczas pogrzebu Joanny Seymour Maria pełniła rolę głównej żałobnicy i była na czele konduktu żałobnego. W 1540 roku ojciec ożenił się z Anna Kliwijską, niemiecką księżniczką. Małżeństwo upadło po sześciu miesiącach, ale Anna miała bardzo dobre stosunki z całą rodziną - w tym również z Marią.
O rękę Marii, mimo iż była ciągle uznawana przez swego ojca za dziecko nieślubne, zabiegali m.in. jej kuzyn Ludwik Aviz, Filip Wittelsbach czy Franciszek I w imieniu swego najmłodszego syna Karola. Żaden z mariaży nie doszedł do skutku, bowiem Henryk VIII nie chciał zezwolić córce na wyjazd z kraju.
W 1541 r. odbyła się egzekucja Małgorzaty Pole, jednej z nielicznych pozostałych przy życiu członków przedstawicieli dynastii Plantagenetów. Maria wieść o śmierci swojej byłej guwernantki przypłaciła ciężką chorobą.
Prawdopodobnie pod koniec 1542 r. do świty Marii dołączyła Katarzyna Parr, która wkrótce owdowiała po raz drugi. Król zaczął częściej odwiedzać córkę, lecz to nie ona była powodem jego odwiedzin tylko właśnie Katarzyna Parr, której matką była jedna z dam dworu Katarzyny Aragońskiej. Tuż po śmierci swego męża Katarzyna otrzymała od króla propozycję małżeństwa, na którą przystała. W lipcu 1543 r. Maria wraz Elżbietą były honorowymi gośćmi na szóstym ślubie swego ojca.
W 1544 na mocy aktu sukcesyjnego Maria została przywrócona do linii sukcesyjnej i miała zostać królową w wypadku bezpotomnej śmierci Edwarda. 26 czerwca 1544 r. na uczczenie tej uchwały parlamentu król wraz ze swoimi dziećmi zjadł uroczystą kolację w Whitehall, co miało stanowić oficjalne zaprezentowanie wszystkich jego następców. W tej uroczystości nie wzięła udziału Katarzyna Parr.

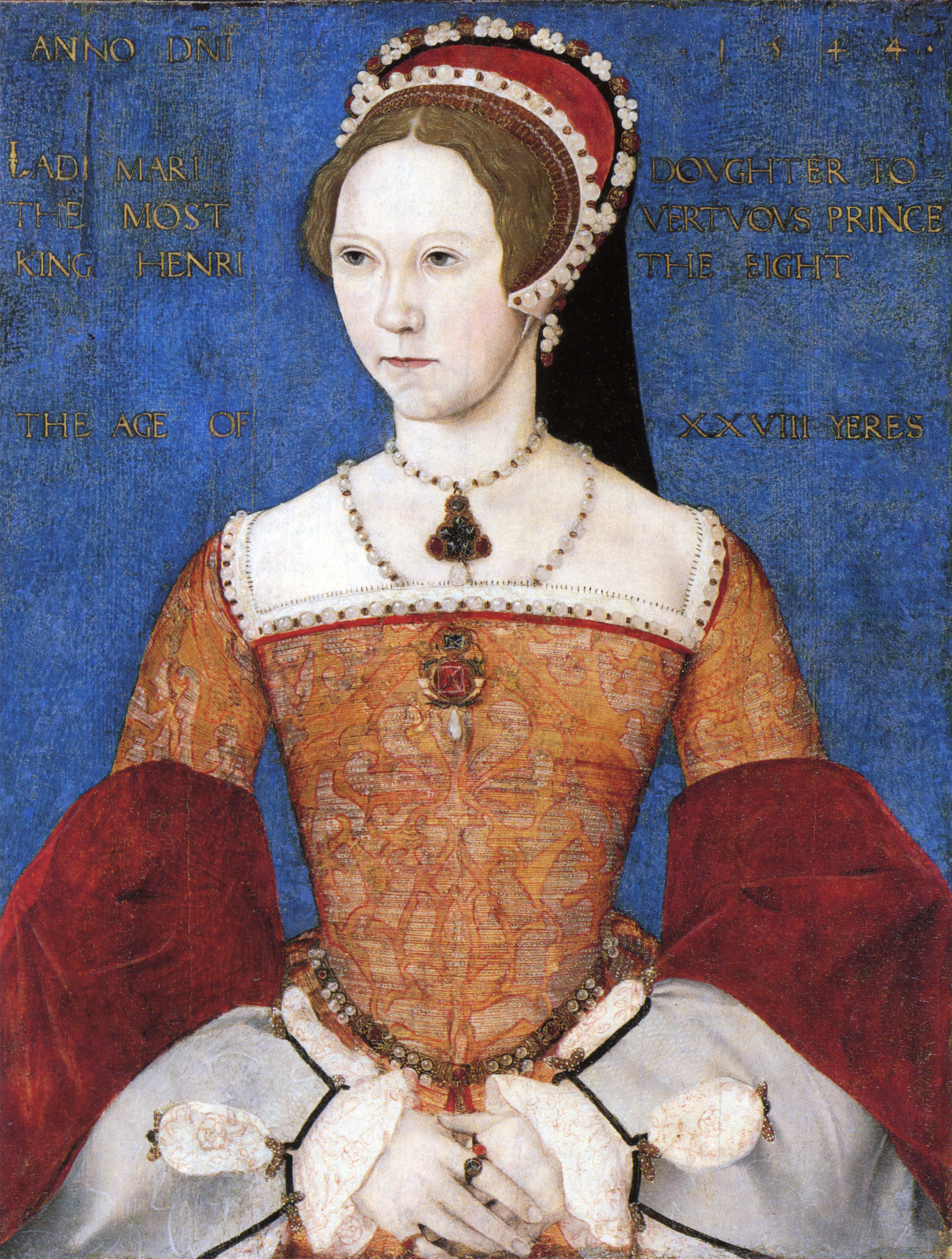
Maria jako młoda kobieta w 1544 roku

Król Henryk VIII zmarł 28 stycznia 1547 r. Maria i Elżbieta w testamencie otrzymały od ojca coroczne wyposażenie w wysokości 3000 funtów oraz 10000 funtów posagu w przypadku ślubu z jakimkolwiek zagranicznym możnowładcą. Wraz z wstąpieniem na tron Edwarda VI Maria ponownie stała się następczynią tronu Anglii.
Tomasz Cranmer przeprowadzał tymczasem reformy w duchu protestantyzmu, pogłębiając rozdział Anglii z Kościołem katolickim. Sprzyjał temu nowy władca, który został wychowany w duchu protestanckim, ale utrzymywał bardzo zażyłe stosunki z Marią, gorliwą katoliczką. Król był bardzo słabego zdrowia i kiedy zimą 1552/1553 zachorował na gruźlicę, stało się jasne, że wkrótce czeka Anglię zmiana monarchy. Następną w kolejce do tronu była Maria.

## Droga do korony
Kiedy Edward umierał, rozpoczął swe intrygi Jan Dudley, 1. książę Northumberland (regent w czasie małoletniości króla). Postanowił on wprowadzić na tron lady Joannę Grey, wnuczkę Marii Tudor, młodszej siostry Henryka VIII, którą wcześniej wydał za swojego młodszego syna, Guildforda. Edward zmienił więc testament swojego ojca i odsunął obie siostry od sukcesji, przekazując tron męskim potomkom lady Joanny, a jej samej tymczasową regencję. Nie o to jednak chodziło Northumberlandowi i Edward jeszcze raz zmienił testament, w którym przekazywał koronę lady Joannie i jej męskim potomkom.
Śmierć Edwarda (6 lipca 1553) utrzymywano w tajemnicy przez pewien czas, aby przygotować grunt pod wstąpienie lady Joanny na tron. 10 lipca obwieszczono ludowi śmierć Edwarda VI i zaprezentowano nową królową. Lud nie okazał wielkiego entuzjazmu.
Panowanie Joanny Grey trwało dziewięć dni. Ster rządów dzierżył Northumberland i całkowicie ulegający jego woli ojciec Joanny, Henryk Grey, 1. książę Suffolk. Maria tymczasem udała się do w większości katolickiego Norfolku i została tam obwołana królową. Niezwłocznie ruszyła na Londyn, zyskując powszechne poparcie i pokonując nieliczne siły wierne Joannie. 19 lipca Książę Suffolk zmuszony był zakomunikować swej córce, że przestała być królową. 3 sierpnia Maria, ze swoją siostrą Elżbietą u boku oraz ze swoją byłą macochą Anną Kliwijską, triumfalnie wkroczyła do Londynu.

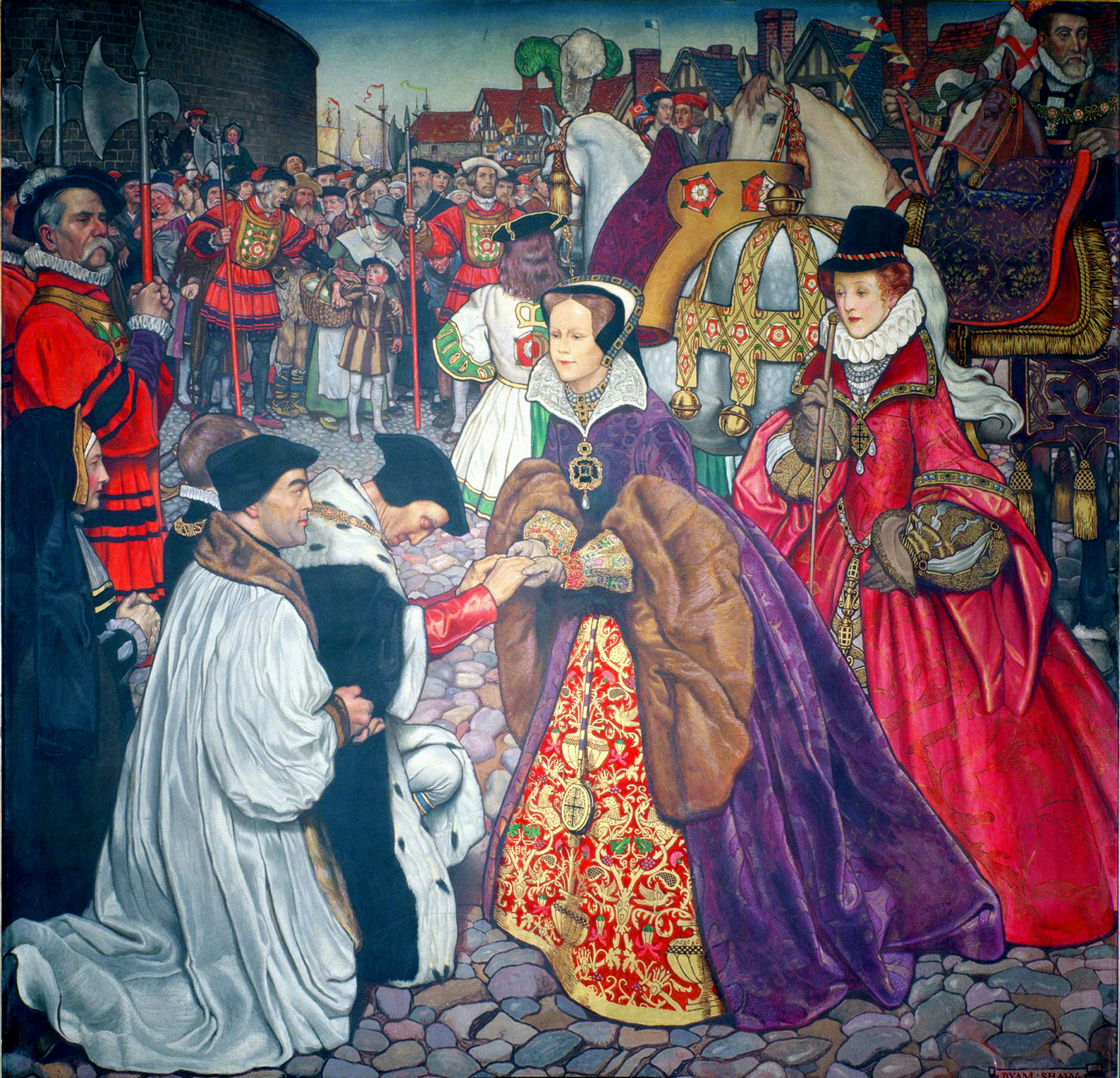
Wjazd Marii do Londynu 3 sierpnia 1553

Joanna Grey i jej mąż znaleźli się w Tower. Do więzienia trafił również książę Suffolk wraz z żoną, ale wkrótce zostali uwolnieni. Książę Northumberland próbował przekonać Marię o swojej katolickiej prawowierności, ale nie uchroniło go to przed szafotem. Wyroki śmierci objęły również paru innych stronników Joanny.

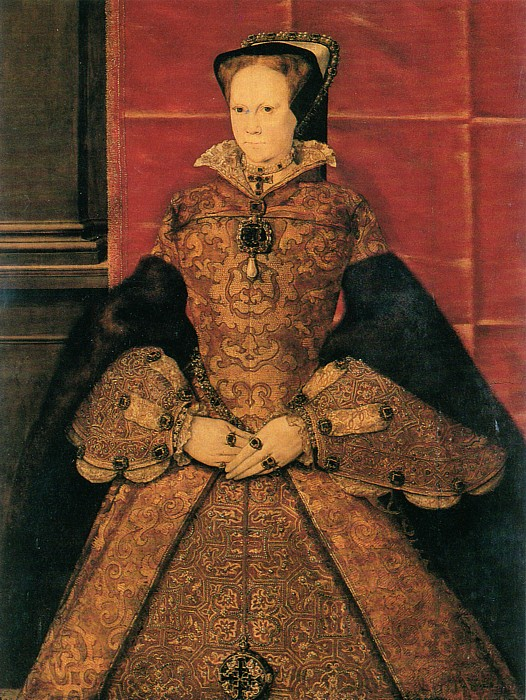
Portret królowej z 1554 roku, przed ślubem z Filipem

## Początek rządów. Małżeństwo z Filipem Habsburgiem
Pierwszy parlament za rządów Marii anulował unieważnienie małżeństwa rodziców nowej królowej i przywrócił jej status ślubnego dziecka. Następnymi działaniami Marii było wypuszczenie z więzień angielskich katolików, uwięzionych za rządów jej ojca i brata, oraz przywrócenie im dóbr i tytułów. Wśród uwolnionych znalazł się Tomasz Howard, 3. książę Norfolk.
Maria rozpoczęła również zabiegi o zawarcie związku małżeńskiego, by oddalić groźbę odziedziczenia korony przez swoją siostrę Elżbietę, gorliwą protestantkę. Cesarz Karol V zasugerował wówczas Marii ślub ze swoim synem Filipem Hiszpańskim (1527–1598), księciem Asturii, synem cesarza z małżeństwa z Izabelą Portugalską (1503–1539), córką króla Portugalii Manuela I Szczęśliwego.
Wysłany w celu sfinalizowania małżeństwa Edward Courtenay, 1 hrabia Devon osiągnął cel. 25 lipca 1554 w katedrze w Winchesterze odbył się ślub Marii i Filipa. Filip przyjął tytuł króla Anglii, a wszystkie dekrety były podpisywane przez oboje małżonków, jako Król i Królowa Anglii, ale realna władza spoczywała w rękach Marii, której pełen tytuł brzmiał wówczas: "z Bożej łaski królowa Anglii, Hiszpanii, Francji, Obojga Sycylii, Jerozolimy i Irlandii, obrończyni wiary, arcyksiężna Austrii, księżna Burgundii, Mediolanu i Brabancji, hrabina Habsburga, Flandrii i Tyrolu".

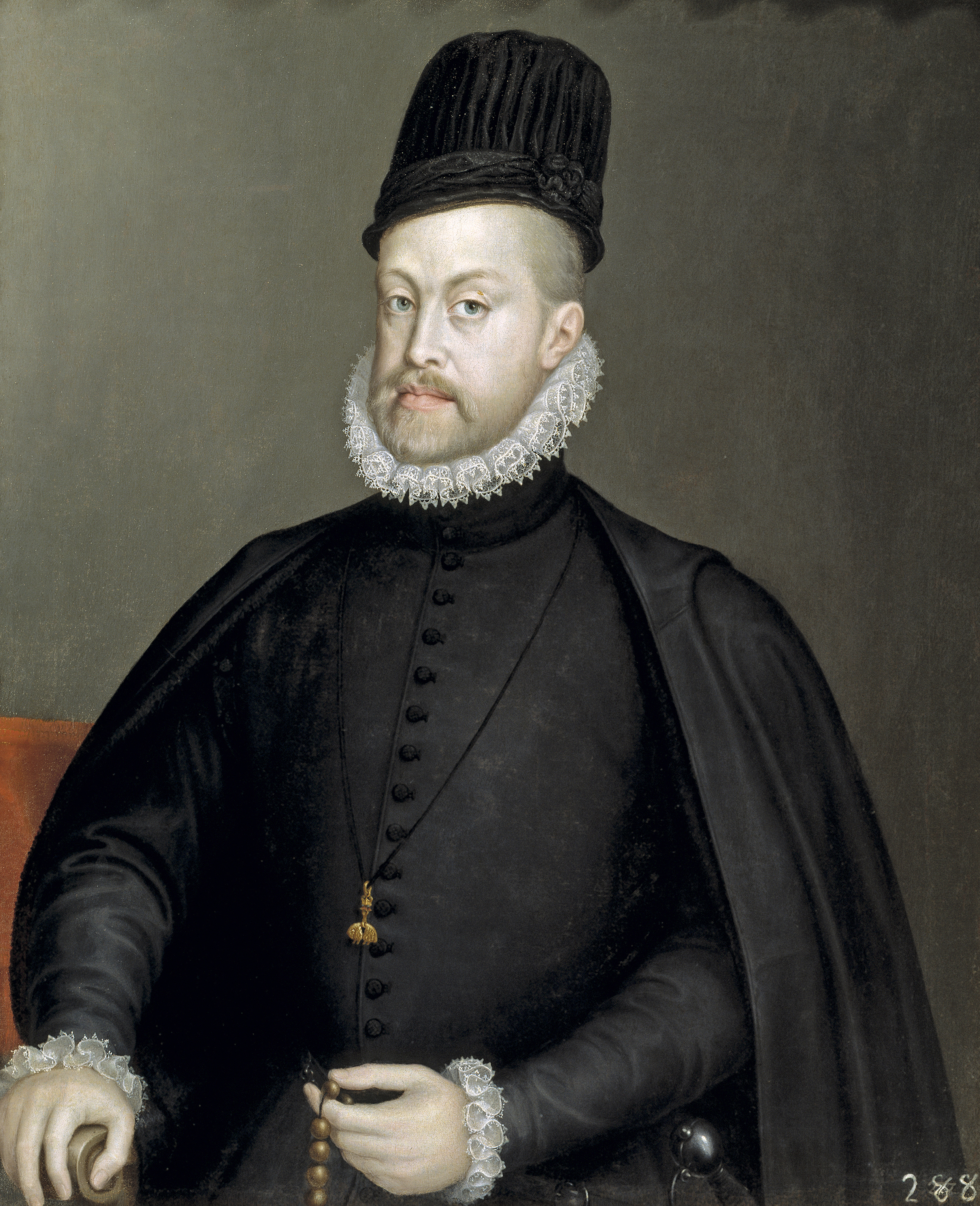
Filip II Habsburg, król Hiszpanii, mąż Marii I

Poślubienie syna arcykatolickiego króla, znanego z ponurego usposobienia, fanatycznego katolika i wroga protestantyzmu nie mogło wzbudzić uznania w protestanckiej Anglii. Stąd też wybuchały liczne powstania przeciw Marii. Najpierw zbuntował się książę Suffolk i ponownie ogłosił swoją córkę królową. Bunt został szybko stłumiony, a książę Suffolk dał głowę pod topór. Wkrótce ten sam los spotkał byłą królową Joannę i jej męża. Niedługo później w Kencie zbuntował się sir Tomasz Wyatt. Dotarł do Londynu, ale tam został pokonany, pojmany i ścięty. Siostrę Marii, lady Elżbietę, uwięziono w Tower, a po dwóch miesiącach przeniesiono do pałacu Woodstock, ponieważ była podejrzana o współudział w tym spisku.
Królowa Maria była zakochana w swoim mężu. Osoba Marii rozczarowała natomiast Filipa. Królowa była o 11 lat starsza od swojego męża i, według niego, mało urodziwa. Po 14 miesiącach Filip opuścił Anglię i wrócił do Hiszpanii. Na dwór angielski powrócił dopiero w marcu 1557 roku już jako król Hiszpanii (wstąpił na tron po abdykacji swego ojca w 1556) i przebywał tam do lipca. Celem było nakłonienie Marii do wypowiedzenia wojny Francji.

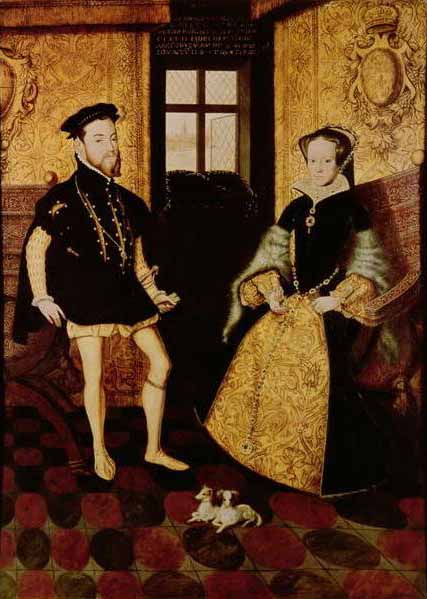
Królowa Maria i jej mąż, król Filip

Po 14 miesiącach pobytu na wyspie Filip opuścił Anglię i wrócił do Hiszpanii. Wtedy z całą mocą rozpoczęły się działania mające przywrócić Anglię na łono Kościoła katolickiego.

## Ciąże
W listopadzie 1554 roku Maria przestała miesiączkować. Zyskała na wadze i czuła mdłości w godzinach porannych. Cały dwór i lekarze królowej ogłosili, że jest w ciąży. Parlament przyjął ustawę mianującą Filipa regentem w przypadku śmierci Marii w połogu. Niektórzy wątpili w ciążę, więc w ostatnim tygodniu kwietnia 1555 roku Elżbieta została zwolniona z aresztu domowego i wezwana do sądu jako świadek. Zgodnie z relacją Giovanniego Michieliego, ambasadora Wenecji, Filip planował poślubić Elżbietę w przypadku śmierci Marii w połogu, lecz wyraził niedowierzanie w ciążę królowej. Pod koniec kwietnia odbyła się uroczystość dziękczynienia z okazji narodzin królewskiego dziecka Marii, które nigdy się nie narodziło. Po całej Europie rozeszła się fałszywa nowina, że królowa urodziła zdrowe dziecko. Na przełomie maja i czerwca lud zorientował się, że Maria nigdy nie była ciężarna. Susan Clarencieux, przyjaciółka królowej, ujawniła swoje wątpliwości ambasadorowi Francji, Antoine’mu de Noailles, który o wszystkim doniósł królowi francuskiemu. Maria znowu upajała się, że jest w ciąży – aż do lipca 1555 roku, kiedy oznaki ciąży ustąpiły. Nie było żadnego dziecka. W sierpniu 1555 roku, po hańbiącej i fałszywej ciąży, Maria doszła do wniosku, że była to kara boska za tolerancję protestantów (heretyków) w swoim królestwie. Filip opuścił Anglię, by dowodzić wojskami angielsko-hiszpańskimi przeciwko Francji we Flandrii. Maria załamała się i wpadła w głęboką depresję, po której nie mogła się podnieść. Ambasadorowie pisali do swoich władców, że była wyjątkowa w miłości z mężem. Elżbieta pozostawała na dworze aż do października, najwyraźniej przywrócona do łask.
W przypadku braku potomstwa, król małżonek wolał, aby tron odziedziczyła właśnie Elżbieta, gdyż następna w kolejce do tronu, Maria Stuart, królowa Szkotów, znana była z wrogości do Hiszpanii, a w dodatku zaręczona była z delfinem Franciszkiem Walezjuszem. Filip próbował przekonać Marię, że Elżbieta powinna poślubić jego kuzyna, Emanuela Filiberta, księcia Sabaudii, aby zapewnić katolicką sukcesję i zachować zainteresowanie Habsburgów Anglią, lecz Maria po rozmowie z Elżbietą odmówiła.
W 1558 roku Maria znowu ogłosiła, że jest w ciąży, i mianowała swojego męża regentem na czas małoletniości dziecka. Ponownie jednak okazało się, że ciąża była nieprawdziwa. Niektórzy uczeni twierdzą, że Maria cierpiała na raka lub puchlinę wodną, a objawy choroby uznano za oznaki ciąży.

## Próba rekatolicyzacji Anglii
Maria, jako gorliwa katoliczka, od razu rozpoczęła zabiegi o powrót Anglii do katolicyzmu. Główna podpora angielskiej reformacji, arcybiskup Canterbury Tomasz Cranmer, został aresztowany i spalony na stosie jako heretyk. Na stanowisko arcybiskupa nominowano katolika, kardynała Reginalda Pole’a. Prześladowania protestantów przybrały na sile. Zginęli, między innymi, John Rogers (przełożył on Biblię na język angielski), Laurence Saunders, Rowland Taylor i John Hooper (biskup Gloucester). Egzekucje trwały do końca panowania Marii i objęły około 300 osób.
W 1557 roku do Anglii powrócił Filip II, który prowadził w tym czasie wojnę z Francją. Przybył nakłonić żonę do wypowiedzenia wojny Francji. Misja króla Hiszpanii zakończyła się sukcesem i Anglia przyłączyła się do wojny, która jednak nie była szczęśliwa dla wyspiarzy. Jej rezultatem była utrata Calais, ostatniej angielskiej posiadłości na kontynencie, zdobytej 7 stycznia 1558 przez księcia Franciszka Gwizjusza.
Maria podejmowała również zakończone niepowodzeniem próby reform społecznych oraz poprawienia kursu monety.

## Śmierć i następstwo

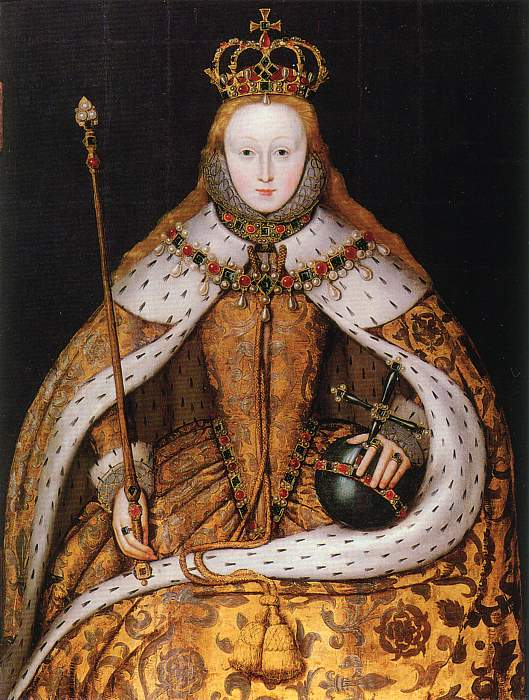
Portret koronacyjny Elżbiety I Wielkiej, młodszej siostry Marii

Maria zmarła na raka lub puchlinę wodną 17 listopada 1558. Jej śmierć zakończyła ostatnią próbę rekatolicyzacji Anglii. Tron objęła jej siostra Elżbieta I, wyznaczona przez Marię na następczynię tronu, ponieważ ta wierzyła, że Elżbieta będzie kontynuować dzieło rekatolicyzacji, niedokończone przez śmierć Marii. Elżbieta była jednak gorliwą protestantką, co ukrywała przed Marią, i przywróciła anglikanizm jako religię panującą. Zmarłą królową zaczęto nazywać Krwawą Marią, a jej panowanie protestanci traktowali jako okres katolickiego terroru na tle spokojnych rządów władców protestanckich.
Pogrzeb Marii odbył się w Opactwie Westminsterskim 14 grudnia 1558 roku (45 lat później w tym samym grobie spoczęła Elżbieta I). Jeden z jej następców, Jakub I Stuart, kazał wyryć następujący napis: Partners both in Throne and grave, here rest we two sisters, Elisabeth and Mary, in the hope of one resurrection („Wspólnie na tronie i w grobie, tu spoczywamy dwie siostry, Elżbieta i Maria, w nadziei wspólnego zmartwychwstania”). Zdanie to bywa przywoływane w religii katolickiej, by zapobiegać nieporozumieniom między katolikami a protestantami. Maria była gorliwą katoliczką, a Elżbieta gorliwą protestantką. Elżbieta starała się, mimo swej wiary, przeprowadzić koronację i pogrzeb w obrządku łacińskim, jako hołd i szacunek na cześć królowej Marii.

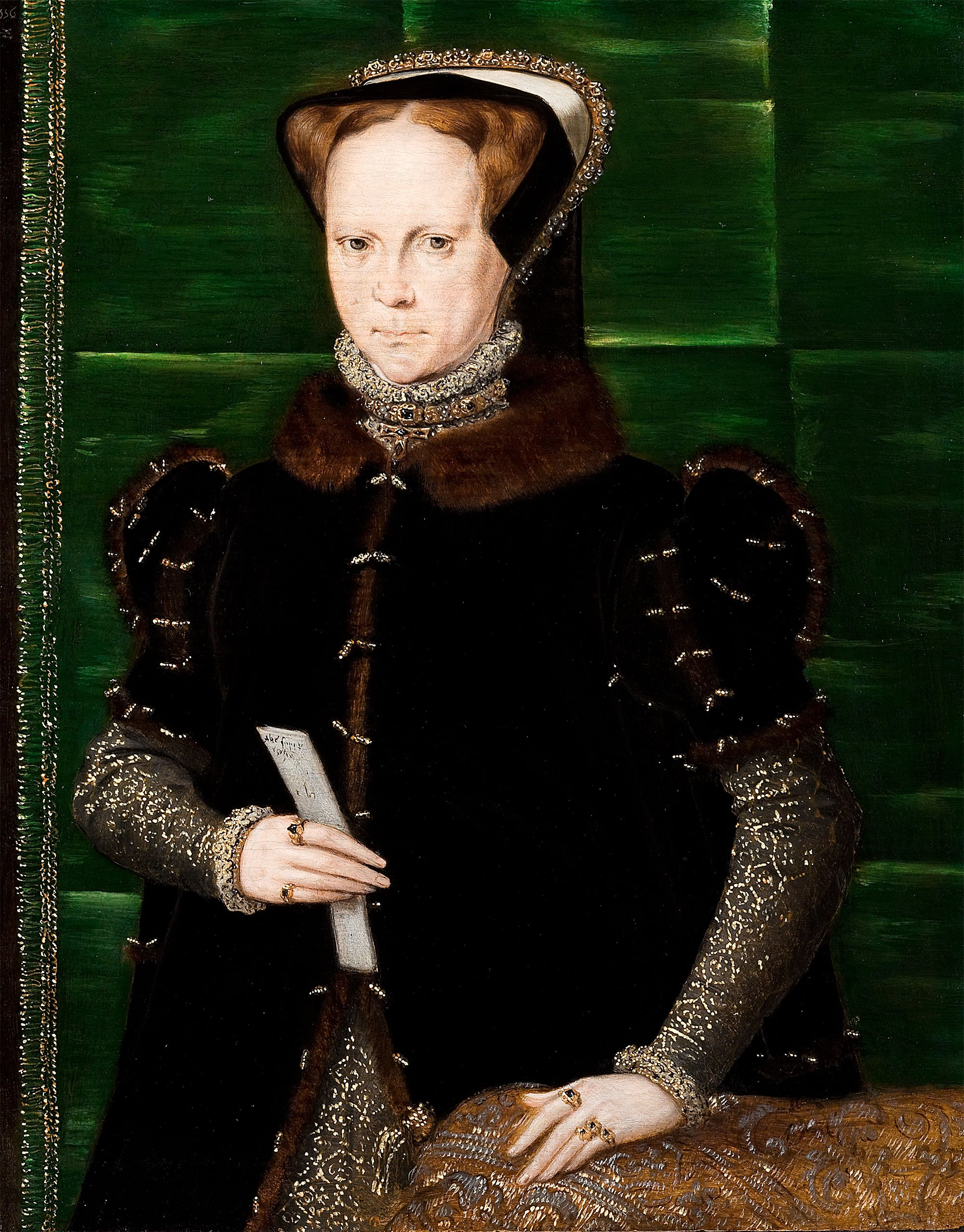
Królowa Maria I

## Postać Marii w literaturze i filmie

### Literatura
- Aubrey de Vere: Mary Tudor: An Historical Drama – sztuka teatralna opublikowana w 1847 roku
- Robert Hugh Benson: Dramat Królowej, Powieść o Marii Tudor, 1907
- trylogia Hildy Lewis z 1973 r. – I Am Mary Tudor, Mary the Queen i Bloody Mary
- Rosemary Churchill: Daughter of Henry VIII z 1978 roku
- Carolyn Meyer: Mary, Bloody Mary z 2001 roku – książka dla dzieci
- Philippa Gregory Błazen królowej, Wydawnictwo Książnica, 2003
- James Dawson Wypowiedz jej imię

### Film
- Young Bess z 1953. W roli Marii wystąpiła Ann Tyrrell.
- Anna tysiąca dni (Anne of the Thousand Days) z 1969, w reżyserii Charlesa Jarrotta. W roli Marii wystąpiła Nicola Pagett.
- 6 żon Henryka VIII (The Six Wives of Henry VIII) z 1971, w reżyserii Naomi Capod i Johna Glenistera. W roli Marii wystąpiła Alison Frazer.
- Królowa Elżbieta (Elizabeth R) z 1971. W pierwszym odcinku Lion’s cub Marię zagrała Daphne Slater.
- Lady Jane z 1985, w reżyserii Trevora Nunna. W roli Marii wystąpiła Jane Lapotaire.
- Elizabeth z 1998, w reżyserii Shekhara Kapura. W roli Marii wystąpiła Kathy Burke.
- Henryk VIII (Henry VIII) z 2003, w reżyserii Pete’a Travisa. W roli Marii wystąpiła Lara Belmont.
- Dynastia Tudorów, lata 2007–2010. W rolę Marii jako dziecko wcieliła się Blathnaid McKeown, a jako nastolatki i dorosłej kobiety Sarah Bolger.

## Drzewo genealogiczne
| 4. Henryk VII          |  |                        |  |  |                  |
|                        |  | 2. Henryk VIII         |  |  |                  |
| 5. Elżbieta York       |  |                        |  |  |                  |
|                        |  |                        |  |  | 1. Maria I Tudor |
| 6. Ferdynand Aragoński |  |                        |  |  |                  |
|                        |  | 3. Katarzyna Aragońska |  |  |                  |
| 7. Izabela Kastylijska |  |                        |  |  |                  |
|                        |  |                        |  |  |                  |